# Calcio Lecco 1912 2022-2023
Questa voce raccoglie le informazioni riguardanti il Calcio Lecco 1912 nelle competizioni ufficiali della stagione 2022-2023.

## Stagione
Nella fase prestagionale, sul versante societario, si registra il ritorno in scena dell'ex patròn Daniele Bizzozero, che viene chiamato in veste di consulente esterno, senza incarichi ufficiali in organigramma, per il calciomercato e la ricerca di sponsorizzazioni; tale circostanza scatena il risentimento della tifoseria bluceleste. Il rapporto tra il patron Paolo Di Nunno e Bizzozero va però presto in crisi. In panchina, terminato il rapporto con Luciano De Paola, arriva il tecnico Alessio Tacchinardi, mentre in rosa si segnalano (tra l'altro) gli innesti d'esperienza del centrocampista Franco Lepore, della punta Umberto Eusepi e del difensore Francesco Ardizzone, oltre a diversi giovani e giovanissimi di prospettiva. Dopo sole 4 giornate di campionato, a seguito delle sconfitte contro L.R. Vicenza e Pro Sesto, la dirigenza bluceleste decide però di esonerare Tacchinardi e affidare la squadra a Luciano Foschi. La scelta, alla lunga, si rivela remunerativa: in un contesto di girone estremamente livellato che vede diverse squadre di rilievo (oltre al Vicenza, Padova, Triestina e Pordenone) rendere a livelli anche molto inferiori rispetto alle attese, mentre emerge a sorpresa la competitività di squadre quali la stessa Pro Sesto e la Feralpisalò, il Lecco si insedia nelle prime posizioni della classifica, arrivando a tratti a esserne anche la capolista. Progressivamente si verifica tuttavia la "fuga" della Feralpisalò, che infine stacca la concorrenza e vince il campionato, mentre i manzoniani ottengono il terzo posto, risultato che non veniva conseguito dalla stagione 1975-1976. Tale piazzamento vale ai blucelesti l’accesso diretto alla fase nazionale degli spareggi promozione. Il tabellone vede il Lecco superare, in sequenza, l'Ancona al primo turno (con un doppio pareggio, grazie alla miglior posizione in stagione regolare), il Pordenone ai quarti di finale (sconfitta interna per 0-1 all'andata, poi ribaltata al ritorno per 1-3 in Friuli) e il Cesena in semifinale (nuovamente ribaltando la sconfitta per 1-2 all'andata, con risultato al ritorno di 1-0, per poi affermarsi ai tiri di rigore), accedendo così alla finale contro il Foggia. Il decisivo doppio confronto vede i lombardi superare i pugliesi per 1-2 all'andata allo stadio Pino Zaccheria e per 3-1 al ritorno in un Rigamonti-Ceppi tutto esaurito, assicurandosi la promozione in Serie B a cinquant'anni dall'ultima precedente apparizione nella divisione cadetta. "Uomo simbolo" della stagione è il centrocampista Franco Lepore, che proprio nel doppio spareggio finale mette a segno le reti decisive.

## Divise e sponsor
La maglia interna, dopo l'estrosa soluzione sfumata dell'anno precedente, recupera un aspetto classico con le strisce verticali blucelesti che si interrompono poco sotto le spalle, abbracciate da una striscia blu che prosegue fin sulle maniche, raccordando la relativa palatura. Pantaloncini e calzettoni sono blu, le personalizzazioni sono bianche. La maglia esterna è bianca con un rettangolo bluceleste su petto e spalle; i colori sociali sono replicati anche sugli orli delle maniche. Pantaloncini e calzettoni sono bianchi, le personalizzazioni sono blu. La terza divisa è un completo nero con inserti azzurri su scollo, spalle e maniche. Il set di maglie preparato da Legea si completa con una quarta casacca, celebrativa dei 110 anni della nascita della squadra come sezione della Canottieri Lecco: analogamente alle divise in uso presso il club canoistico lecchese, le tinte blucelesti sono articolate in fasce orizzontali; le maniche, i calzoncini e i calzettoni sono blu. Lo sponsor di maglia è Cantine Pirovano, presente sul torso col marchio istituzionale e sul basso dorso con il logo Casa Coller.
| Casa | Trasferta | Terza divisa | 110 anni |

## Rosa
| N. |                    | Ruolo | Calciatore              |
| -- | ------------------ | ----- | ----------------------- |
| 1  | Italia (bandiera)  | P     | Riccardo Melgrati       |
| 2  | Croazia (bandiera) | D     | Vedran Celjak           |
| 3  | Italia (bandiera)  | D     | Christian Maldini       |
| 4  | Italia (bandiera)  | C     | Mattia Sangalli         |
| 5  | Italia (bandiera)  | D     | Patrick Enrici          |
| 6  | Italia (bandiera)  | D     | Simone Pecorini         |
| 7  | Italia (bandiera)  | C     | Luca Giudici (capitano) |
| 8  | Albania (bandiera) | C     | Erald Lakti             |
| 9  | Italia (bandiera)  | A     | Umberto Eusepi          |
| 10 | Italia (bandiera)  | A     | Luca Scapuzzi           |
| 11 | Italia (bandiera)  | A     | Mattia Tordini          |
| 12 | Italia (bandiera)  | P     | Piero Burigana          |
| 13 | Italia (bandiera)  | D     | Matteo Battistini       |
| 14 | Italia (bandiera)  | D     | Luca Stanga             |
| 15 | Ecuador (bandiera) | C     | Luis Maldonado          |
| 17 | Italia (bandiera)  | D     | Ermes Purro             |
| 17 | Italia (bandiera)  | C     | Carlo Martorelli        |
| 18 | Italia (bandiera)  | A     | Lorenzo Pinzauti        |

| N. |                   | Ruolo | Calciatore          |
| -- | ----------------- | ----- | ------------------- |
| 19 | Italia (bandiera) | A     | Stefano Longo       |
| 20 | Italia (bandiera) | C     | Carlo Ilari         |
| 21 | Italia (bandiera) | C     | Stefano Girelli     |
| 22 | Italia (bandiera) | P     | Simone Stucchi      |
| 23 | Italia (bandiera) | D     | Eyob Zambataro      |
| 24 | Italia (bandiera) | A     | Lorenzo Berra       |
| 30 | Italia (bandiera) | D     | Enrico Rossi        |
| 31 | Italia (bandiera) | D     | Francesco Cusumano  |
| 32 | Italia (bandiera) | D     | Franco Lepore       |
| 44 | Italia (bandiera) | D     | Alessandro Bianconi |
| 45 | Italia (bandiera) | A     | Cristian Bunino     |
| 90 | Italia (bandiera) | A     | Doudou Mangni       |
| 92 | Italia (bandiera) | C     | Francesco Ardizzone |
| 96 | Italia (bandiera) | C     | Giorgio Galli       |
| 97 | Italia (bandiera) | P     | Federico Maffi      |
| 98 | Italia (bandiera) | C     | Federico Zuccon     |
| 99 | Italia (bandiera) | A     | Nicolò Buso         |

## Calciomercato

### Sessione estiva (dall'1/7 all'1/9)
| Acquisti | Acquisti          | Acquisti         | Acquisti      |
| R.       | Nome              | da               | Modalità      |
| -------- | ----------------- | ---------------- | ------------- |
| P        | Piero Burigana    | Padova           | definitivo    |
| P        | Edoardo Ciancio   |                  | svincolato    |
| P        | Filippo Ferrara   | Casatese         | fine prestito |
| P        | Riccardo Melgrati | Pontedera        | svincolato    |
| P        | Simone Stucchi    | Piacenza         | svincolato    |
| D        | Leonardo Bia      | Crema            | fine prestito |
| D        | Franco Lepore     | Pergolettese     | svincolato    |
| C        | Christian Maldini | Pro Sesto        | svincolato    |
| C        | Andrea Malinverno | Ponte San Pietro | fine prestito |
| D        | Simone Pecorini   | Pro Sesto        | svincolato    |
| D        | Enrico Rossi      | L.R. Vicenza     | svincolato    |
| D        | Luca Stanga       | Milan            | definitivo    |
| C        | Stefano Girelli   | Cremonese        | prestito      |
| C        | Carlo Ilari       | Cesena           | svincolato    |
| C        | Luis Maldonado    | Catanzaro        | definitivo    |
| C        | Luigi Ronzoni     | Legnano          | definitivo    |
| C        | Mattia Sangalli   | Inter            | prestito      |
| C        | Eyob Zambataro    | Atalanta         | svincolato    |
| C        | Federico Zuccon   | Atalanta         | prestito      |
| A        | Umberto Eusepi    | Alessandria      | svincolato    |
| A        | Stefano Longo     | Monza            | definitivo    |
| A        | Doudou Mangni     | Gubbio           | svincolato    |
| A        | Lorenzo Pinzauti  | Pistoiese        | svincolato    |
| A        | Luca Scapuzzi     | Pro Sesto        | svincolato    |

| Cessioni | Cessioni          | Cessioni        | Cessioni      |
| R.       | Nome              | a               | Modalità      |
| -------- | ----------------- | --------------- | ------------- |
| P        | Filippo Ferrara   | Leon            | svincolato    |
| P        | Davide Libertazzi |                 | svincolato    |
| P        | Marco Pissardo    | Novara          | svincolato    |
| D        | Leonardo Bia      | Luparense       | svincolato    |
| D        | Mattia Capoferri  | Brescia         | fine prestito |
| D        | Lino Marzorati    |                 | fine carriera |
| D        | Ivan Merli Sala   | Olginatese      | svincolato    |
| D        | Luca Sparandeo    | Vibonese        | svincolato    |
| C        | Erdis Kraja       | Atalanta        | fine prestito |
| C        | Filippo Lora      | Torres          | svincolato    |
| C        | Andrea Malinverno | Città di Varese | svincolato    |
| C        | Patrizio Masini   | Genoa           | fine prestito |
| C        | Tommaso Morosini  | Monza           | fine prestito |
| C        | Gian Marco Nesta  | Viterbese       | prestito      |
| C        | Luigi Ronzoni     | Arconatese      | svincolato    |
| C        | Aljosa Vasic      | Padova          | fine prestito |
| A        | Simone Ganz       | Ascoli          | fine prestito |
| A        | Alessio Nepi      | Pro Vercelli    | fine prestito |
| A        | Tomi Petrović     | Virtus Entella  | fine prestito |
| A        | Antonio Reda      | Atalanta        | fine prestito |

### Sessione invernale (dal 1/1 al 31/1)
| Acquisti | Acquisti            | Acquisti     | Acquisti   |
| R.       | Nome                | da           | Modalità   |
| -------- | ------------------- | ------------ | ---------- |
| D        | Alessandro Bianconi | Ancona       | prestito   |
| D        | Francesco Cusumano  | Vis Pesaro   | prestito   |
| C        | Francesco Ardizzone | Turris       | prestito   |
| C        | Carlo Martorelli    |              | svincolato |
| A        | Cristian Bunino     | Pro Vercelli | prestito   |

| Cessioni | Cessioni        | Cessioni              | Cessioni      |
| R.       | Nome            | a                     | Modalità      |
| -------- | --------------- | --------------------- | ------------- |
| P        | Piero Burigana  | Lentigione            | svincolato    |
| D        | Ermes Purro     |                       | svincolato    |
| D        | Enrico Rossi    | San Donato Tavarnelle | prestito      |
| D        | Mattia Sangalli | Inter                 | fine prestito |
| C        | Luis Maldonado  | Turris                | definitivo    |
| A        | Lorenzo Berra   | Città di Varese       | prestito      |
| A        | Stefano Longo   | Livorno               | prestito      |

## Risultati

### Serie C

#### Girone di andata
| Arbitro: | Burlando (Genova) |

|                        |           |                        |
| Tronchin 37’ Danti 51’ | Marcatori | 1’ Pinzauti 86’ Eusepi |

| Arbitro: | Ceriello (Chiari) |

|                             |           |  |
| Giudici 61’ Zambataro 90+5’ | Marcatori |  |

| Arbitro: | Luongo (Napoli) |

|                                            |           |  |
| F. Ferrari 9’, 60’ Stoppa 65’ J. Greco 67’ | Marcatori |  |

| Arbitro: | Rinaldi (Bassano del Grappa) |

|  |           |                          |
|  | Marcatori | 73’ Suagher 90+1’ Bianco |

| Arbitro: | Taricone (Perugia) |

|                                      |           |  |
| Battistini 27’ Celjak 58’ Lepore 86’ | Marcatori |  |

| Arbitro: | Canci (Carrara) |

|             |           |              |
| Manconi 28’ | Marcatori | 57’ G. Galli |

| Arbitro: | G. Sacchi (Macerata) |

|                       |           |  |
| Mangni 55’ Eusepi 68’ | Marcatori |  |

| Arbitro: | Bordin (Bassano del Grappa) |

|              |           |                      |
| González 59’ | Marcatori | 26’ Buso 32’ Girelli |

| Arbitro: | Mirabella (Napoli) |

|                     |           |  |
| Pinzauti 33’ (rig.) | Marcatori |  |

| Arbitro: | Catanoso (Reggio Calabria) |

|  |           |                             |
|  | Marcatori | 25’ Pinzauti 83’ Battistini |

| Arbitro: | Vingo (Pisa) |

|                |           |                            |
| Scapuzzi 90+5’ | Marcatori | 8’ Ballarini 43’ Saporetti |

| Arbitro: | Di Marco (Ciampino) |

|                                                      |           |  |
| Pinato 9’ Dubickas 11’, 42’ Candellone 60’ Ajeti 75’ | Marcatori |  |

| Salò 12 novembre 2022, ore 17:30 CET 13ª giornata | Feralpisalò        | 0 – 0 referto | Lecco | Stadio Lino Turina (700 spett.)\| Arbitro: \| Scatena (Avezzano) \| |
| Arbitro:                                          | Scatena (Avezzano) |               |       |                                                                     |

| Arbitro: | Restaldo (Ivrea) |

|                                |           |          |
| Ilari 42’, 76’ Buso 56’ (rig.) | Marcatori | 7’ Morra |

| Arbitro: | Monaldi (Macerata) |

|          |           |                         |
| Ganz 19’ | Marcatori | 3’ Pinzauti 68’ Girelli |

| Arbitro: | Di Graci (Como) |

|             |           |  |
| Giudici 36’ | Marcatori |  |

| Arbitro: | Maggio (Lodi) |

|                         |           |  |
| Fietta 55’ Stanzani 75’ | Marcatori |  |

| Arbitro: | Cavaliere (Paola) |

|                      |           |                      |
| Ilari 4’ Giudici 55’ | Marcatori | 29’ (aut.) Zambataro |

| Arbitro: | Sfira (Pordenone) |

|                 |           |          |
| Della Morte 58’ | Marcatori | 18’ Buso |

#### Girone di ritorno
| Lecco 23 dicembre 2022, ore 14:30 CET 20ª giornata | Lecco          | 0 – 0 referto | Virtus Verona | Stadio Rigamonti-Ceppi (1 338 spett.)\| Arbitro: \| Pacella (Roma) \| |
| Arbitro:                                           | Pacella (Roma) |               |               |                                                                       |

| Arbitro: | Di Reda (Molfetta) |

|                                |           |                   |
| Abiuso 50’, 78’ Varas 68’, 89’ | Marcatori | 1’ Ilari 37’ Buso |

| Arbitro: | Collu (Cagliari) |

|                                          |           |  |
| Girelli 51’ Pinzauti 54’ (rig.) Buso 59’ | Marcatori |  |

| Arbitro: | Virgilio (Trapani) |

|             |           |            |
| Capelli 37’ | Marcatori | 60’ Mangni |

| Arbitro: | De Angeli (Milano) |

|                                |           |  |
| Bocalon 5’ Guccione 53’ (rig.) | Marcatori |  |

| Arbitro: | Gemelli (Messina) |

|                            |           |           |
| Lakti 60’ Ilari 86’ (rig.) | Marcatori | 67’ Cocco |

| Arbitro: | Kumara (Verona) |

|                |           |  |
| Volpicelli 11’ | Marcatori |  |

| Arbitro: | Andreano (Prato) |

|                             |           |          |
| Ilari 4’ Buso 7’ Bunino 77’ | Marcatori | 54’ Urso |

| Arbitro: | Vergaro (Bari) |

|  |           |                       |
|  | Marcatori | 43’ Lepore 88’ Mangni |

| Arbitro: | Iacobellis (Pisa) |

|                           |           |            |
| Zambataro 28’ Tordini 66’ | Marcatori | 32’ Cester |

| Arbitro: | Grasso (Ariano Irpino) |

|                         |           |  |
| Ballarini 10’ Attys 26’ | Marcatori |  |

| Lecco 12 marzo 2023, ore 14:30 CET 31ª giornata | Lecco             | 0 – 0 referto | Pordenone | Stadio Rigamonti-Ceppi (2 368 spett.)\| Arbitro: \| Cavaliere (Paola) \| |
| Arbitro:                                        | Cavaliere (Paola) |               |           |                                                                          |

| Lecco 15 marzo 2023, ore 18:00 CET 32ª giornata | Lecco                              | 0 – 0 referto | Feralpisalò | Stadio Rigamonti-Ceppi (1 897 spett.)\| Arbitro: \| Carrione (Castellammare di Stabia) \| |
| Arbitro:                                        | Carrione (Castellammare di Stabia) |               |             |                                                                                           |

| Piacenza 19 marzo 2023, ore 14:30 CET 33ª giornata | Piacenza         | 0 – 0 referto | Lecco | Stadio Leonardo Garilli (2 363 spett.)\| Arbitro: \| Galipò (Firenze) \| |
| Arbitro:                                           | Galipò (Firenze) |               |       |                                                                          |

| Lecco 26 marzo 2023, ore 14:30 CEST 34ª giornata | Lecco            | 0 – 0 referto | Triestina | Stadio Rigamonti-Ceppi (1 415 spett.)\| Arbitro: \| Zanotti (Rimini) \| |
| Arbitro:                                         | Zanotti (Rimini) |               |           |                                                                         |

| Arbitro: | Calzavara (Varese) |

|  |           |                           |
|  | Marcatori | 50’ Zambataro 90+5’ Lakti |

| Arbitro: | Bozzetto (Bergamo) |

|                          |           |              |
| Giudici 32’ Pinzauti 87’ | Marcatori | 60’ Castelli |

| Arbitro: | Perri (Roma) |

|                                  |           |             |
| Vasic 5’ Jelenič 27’ Russini 77’ | Marcatori | 64’ Tordini |

| Lecco 22 aprile 2023, ore 17:30 CEST 38ª giornata | Lecco            | 0 – 0 referto | Pro Vercelli | Stadio Rigamonti-Ceppi (2 552 spett.)\| Arbitro: \| Mucera (Palermo) \| |
| Arbitro:                                          | Mucera (Palermo) |               |              |                                                                         |

### Play-off

#### Fase Nazionale
| Arbitro: | Centi (Terni) |

|                             |           |                     |
| Prezioso 83’ Petrella 90+4’ | Marcatori | 28’ Celjak 76’ Buso |

| Arbitro: | Carrione (Castellammare di Stabia) |

|                |           |                  |
| Battistini 73’ | Marcatori | 45+1’ Di Massimo |

| Arbitro: | Fiero (Pistoia) |

|  |           |                   |
|  | Marcatori | 86’ (rig.) Burrai |

| Arbitro: | Panettella (Bari) |

|            |           |                                             |
| Pinato 18’ | Marcatori | 2’ (aut.) Dubickas 84’ Bunino 88’ Ardizzone |

#### Final Four
| Arbitro: | Scatena (Avezzano) |

|             |           |                                    |
| Giudici 66’ | Marcatori | 9’ (rig.) Mercadante 45+1’ Prestia |

| Arbitro: | Collu (Cagliari) |

|                                            |                      |                                      |
|                                            | Marcatori            | 56’ Buso                             |
| Mercadante S. Shpendi Chiarello Mustacchio | Tiri di rigore 3 – 4 | Celjak Zuccon Bunino Scapuzzi Lepore |

| Arbitro: | Bonacina (Bergamo) |

|        |           |                         |
| Leo 7’ | Marcatori | 29’ Pinzauti 87’ Lepore |

| Arbitro: | Di Marco (Ciampino) |

|                                  |           |              |
| Lepore 34’ (rig.), 88’ Lakti 78’ | Marcatori | 4’ Bjarkason |

### Coppa Italia Serie C

#### Turni eliminatori
| Arbitro: | Gangi (Enna) |

|              |           |                                            |
| Sangalli 68’ | Marcatori | 21’ (aut.) Sangalli 50’ Da Graca 83’ Iling |

## Statistiche

### Statistiche di squadra
| Competizione         | Punti | In casa | In casa | In casa | In casa | In casa | In casa | In trasferta | In trasferta | In trasferta | In trasferta | In trasferta | In trasferta | Totale | Totale | Totale | Totale | Totale | Totale | D.R. |
| Competizione         | Punti | G       | V       | N       | P       | Gf      | Gs      | G            | V            | N            | P            | Gf           | Gs           | G      | V      | N      | P      | Gf     | Gs     | D.R. |
| -------------------- | ----- | ------- | ------- | ------- | ------- | ------- | ------- | ------------ | ------------ | ------------ | ------------ | ------------ | ------------ | ------ | ------ | ------ | ------ | ------ | ------ | ---- |
| Serie C              | 62    | 19      | 12      | 5       | 2       | 27      | 10      | 19           | 5            | 6            | 8            | 18           | 30           | 38     | 17     | 11     | 10     | 45     | 40     | +5   |
| Coppa Italia Serie C | -     | 1       | 0       | 0       | 1       | 1       | 3       | 0            | 0            | 0            | 0            | 0            | 0            | 1      | 0      | 0      | 1      | 1      | 3      | -2   |
| Playoff Serie C      | -     | 4       | 1       | 1       | 2       | 5       | 5       | 4            | 3            | 1            | 0            | 8            | 4            | 8      | 4      | 2      | 2      | 13     | 9      | +4   |
| Totale               | -     | 24      | 13      | 6       | 5       | 33      | 18      | 23           | 8            | 7            | 8            | 26           | 34           | 47     | 21     | 13     | 13     | 59     | 52     | +7   |

### Andamento in campionato
| Giornata  | 1  | 2 | 3  | 4  | 5  | 6  | 7  | 8 | 9 | 10 | 11 | 12 | 13 | 14 | 15 | 16 | 17 | 18 | 19 | 20 | 21 | 22 | 23 | 24 | 25 | 26 | 27 | 28 | 29 | 30 | 31 | 32 | 33 | 34 | 35 | 36 | 37 | 38 |
| --------- | -- | - | -- | -- | -- | -- | -- | - | - | -- | -- | -- | -- | -- | -- | -- | -- | -- | -- | -- | -- | -- | -- | -- | -- | -- | -- | -- | -- | -- | -- | -- | -- | -- | -- | -- | -- | -- |
| Luogo     | T  | C | T  | C  | C  | T  | C  | T | C | T  | C  | T  | T  | C  | T  | C  | T  | C  | T  | C  | T  | C  | T  | T  | C  | T  | C  | T  | C  | T  | C  | C  | T  | C  | T  | C  | T  | C  |
| Risultato | N  | V | P  | P  | V  | N  | V  | V | V | V  | P  | P  | N  | V  | V  | V  | P  | V  | N  | N  | P  | V  | N  | P  | V  | P  | V  | V  | V  | P  | N  | N  | N  | N  | V  | V  | P  | N  |
| Posizione | 10 | 2 | 12 | 14 | 11 | 11 | 10 | 5 | 3 | 1  | 4  | 4  | 5  | 4  | 4  | 3  | 5  | 4  | 4  | 4  | 4  | 4  | 4  | 5  | 4  | 5  | 4  | 4  | 2  | 4  | 4  | 4  | 4  | 4  | 4  | 2  | 2  | 3  |

Legenda:

Luogo: C = Casa; T = Trasferta. Risultato: V = Vittoria; N = Pareggio; P = Sconfitta.